# The March of the Black Queen
«The March of the Black Queen» (español: «La marcha de la Reina Negra») es una canción escrita por Freddie Mercury. Es la novena pista del disco Queen II, que fue el segundo álbum realizado por la banda de rock inglesa Queen. Fue grabada a comienzos del año 1974.
En esta canción aparece lo que simboliza una reina malvada que somete a sus súbditos, obligándoles a realizar cosas abominables.
En esta canción se pueden encontrar muchos de los ingredientes que hicieron famosa a la banda Queen, como son: aperturas suaves, desarrollos intensos, bases rítmicas propias del hard rock, juego de voces, etc. Presenta características similares de la famosa canción que apareció en el disco A Night at the Opera de 1975, "Bohemian Rhapsody", por lo que se le ha llegado a considerar la precursora de esta, o en palabras de Brian May, “su hermana mayor”.
Para muchos, esta canción es la prueba de que Queen fue una banda de rock progresivo, debido a la larga duración de la canción y a los marcados cambios de humor y ritmos que la caracterizan.
Su complejidad y estructura  musical es tal que Freddie Mercury declaró que tardó "siglos" en componer esta canción.
Hacia el final de la canción, hay una cierta conexión con la canción siguiente, "Funny How Love Is".
Se trata de la segunda canción más larga de toda la historia de Queen solo superada por "The Prophet's Song" (8:21).

## En directo
Esta canción fue interpretada en el Sheer Heart Attack Tour y en el A Night at the Opera Tour solamente con la estrofa que dice "I regin my left hand; I rule with my right...", y luego continuándola con "Bring Back That Leroy Brown" (en el Sheer Heart Attack Tour); y con la coda de "Bohemian Rhapsody" (en el A Night at the Opera Tour).

## Créditos
- Freddie Mercury - Voz principal, coros y piano.
- Brian May - Coros, guitarra eléctrica y campanas.
- Roger Taylor - coros, segunda voz y batería.
- John Deacon - Bajo eléctrico.